# Кадыгробов, Всеволод Антонович
Все́волод Анто́нович Кадыгробов (5 мая 1877 — не ранее 1920) — русский судебный и общественный деятель, член IV Государственной думы от Минской губернии.

## Биография
Православный. Из потомственных дворян Херсонской губернии. Землевладелец (375 десятин).
Окончил 3-ю Казанскую гимназию с золотой медалью (1895) и Казанский университет по юридическому факультету с дипломом 1-й степени (1899).
По окончании университета поступил на службу по судебному ведомству кандидатом на судебные должности в Виленской судебной палате. Затем последовательно занимал должности: помощника секретаря Виленской судебной палаты, секретаря той же судебной палаты, товарища прокурора Витебского окружного суда (1905—1911) и прокурора Гродненского окружного суда (1911—1912). Дослужился до чина надворного советника, состоял в придворном звании камер-юнкера.
Занимался общественной и краеведческой деятельностью. Избирался гласным Борисовского уездного и Минского губернского земских собраний. Выступил инициатором и председателем комиссии по сооружению памятников Отечественной войны 1812 года в Витебске, Борисовке, Минской губернии, и Волковыске. Стал организатором Витебского отделения Московского археологического института, впоследствии состоял почетным членом этого института. Состоял председателем Гродненского церковного историко-археологического комитета, действительным членом, а в 1910—1912 годах председателем Витебской ученой архивной комиссии.
Кроме того, преподавал законоведение в средних учебных заведениях Вильны, Витебска и Гродны, причем совместно с товарищем председателя Витебского суда В. А. Дементьевым составил учебник «Законоведение» (1909). Публиковал статьи по экономическим и юридическим вопросам в провинциальной печати.
В 1912 году был избран членом Государственной думы от Минской губернии. Входил во фракцию русских националистов и умеренно-правых (ФНУП). Состоял членом комиссии по судебным реформам. Через два месяца после избрания в Думу отказался от звания члена ГД в связи с возвращением на службу по судебному ведомству — на должность прокурора Гродненского окружного суда. На его место был избран И. А. Папа-Афанасопуло.
По воспоминаниям митрополита Евлогия, 1 января 1920 года Кадыгробов направлялся из Екатеринодара в Новороссийск на поезде:
Среди пассажиров в те дни встречались и больные. Сыпняк косил людей беспощадно. Так было и в нашем вагоне. С вечера зашел в наше купе член Государственной думы Кадыгробов: в карманах насованы бутылки удельного красного вина. "Вот, владыки, вам вина..." – предложил он. Было холодно, сыро, и мы с удовольствием вместе выпили бутылку. Он жаловался на головную боль, на ощущение общего недомогания. А наутро узнаем: его в сыпняке вынесли из вагона...
Дальнейшая судьба неизвестна. Был холост.